# Picture Book
Picture Book is het debuutalbum van de Britse band Simply Red, uitgebracht in oktober 1985. Het bevat hun hitsingle "Holding Back the Years" alsmede een cover van The Valentine Brothers' "Money's Too Tight (to Mention)". Drie andere singles werden uitgebracht van dit album: "Come to My Aid", "Jericho", and "Open Up the Red Box".

## Commercieel succes
Het album was commercieel succesvol en bereikte in 12 landen de album top 30.

## Tracklist
| Nr. | Titel           | Duur |
| --- | --------------- | ---- |
| 1.  | Come to My Aid  | 4:03 |
| 2.  | Sad Old Red     | 4:33 |
| 3.  | Look at You Now | 3:02 |
| 4.  | Heaven          | 4:32 |
| 5.  | Jericho         | 6:03 |

| Nr. | Titel                          | Duur |
| --- | ------------------------------ | ---- |
| 1.  | Money's Too Tight (to Mention) | 4:13 |
| 2.  | Holding Back the Years         | 4:30 |
| 3.  | (Open Up the) Red Box          | 3:56 |
| 4.  | No Direction                   | 3:41 |
| 5.  | Picture Book                   | 5:49 |

### 2008Collector's Editionbonustracks
| Nr. | Titel                                            | Duur |
| --- | ------------------------------------------------ | ---- |
| 1.  | Money's Too Tight (to Mention) (The Cutback Mix) | 8:29 |
| 2.  | Come to My Aid (Survival Mix)                    | 6:40 |
| 3.  | Holding Back the Years (Extended Mix)            | 5:48 |
| 4.  | Jericho (Extended Mix)                           | 6:47 |
| 5.  | Open Up the Red Box (Extended Mix)               | 6:24 |

Disk 2, dvd: Live at Montreux Jazz Festival (8 July 1986)
1. "Grandma's Hands" (Bill Withers)
2. "Sad Old Red" (Hucknall)
3. "Open Up the Red Box" (Hucknall)
4. "The Right Thing" (Hucknall)
5. "No Direction" (Hucknall, Fryman)
6. "I Won’t Give Up" (Hucknall)
7. "Holding Back the Years" (Hucknall, Neil Moss)
8. "Picture Book" (Hucknall, McIntyre)
9. "Love Fire" (Bunny Wailer)
10. "Jericho" (Hucknall)
11. "I Won't Feel Bad" (Hucknall, McIntyre, Tim Kellett, Chris Joyce, Tony Bowers, Sylvan Richardson)
12. "Suffer" (Hucknall, Lamont Dozier)
13. "Infidelity" (Hucknall, Dozier)
14. "Money's Too Tight (to Mention)" (John Valentine, William Valentine)
15. "Come to My Aid" (Hucknall, McIntyre)
16. "Jericho" [Instrumental] (Hucknall)
17. "Heaven" (Byrne, Harrison)
18. "Move on Out" (Hucknall)
19. "Look at You Now" (Hucknall)